# Buckhorn (Kalifornija)
Buckhorn je naseljeno područje za statističke svrhe u američkoj saveznoj državi Kalifornija. Prema popisu stanovništva iz 2010. u njemu je živjelo 2,429 stanovnika.